# Castello di Valbona

Comune Lozzo Atestino

Il Castello di Valbona, situato a Lozzo Atestino ai piedi dei Colli Euganei, è una struttura medievale difensiva costruita intorno all'anno mille, che domina la pianura a ovest del monte Lozzo e conserva quasi integralmente la sua architettura militare originale del XIII secolo.

## Storia
Ai piedi della parte occidentale del Monte Lozzo, si innalza il Castello di Valbona che, seppure di ridotte dimensioni, ha una propria vicenda storica. Questa terra è molto antica in quanto vi sono stati trovati resti di palafitte e, poco sopra il castello, alcuni resti di un'autentica fortificazione paleoveneta. Risalente almeno al 1258, il Castello di Valbona rappresentava un punto di riferimento strategico nella zona, soprattutto dopo la distruzione del Castello di Lozzo nel 1313. Intorno al 1338, i Carraresi presero possesso delle fortezze di Pendice, Lozzo, Valbona e Cinto. Il castello di Valbona fu restaurato e fortificato, assumendo un ruolo ancora più centrale nel controllo delle pianure circostanti e dei commerci lungo il Canale Bisato. Questo ampliamento della sua importanza strategica fu sottolineato dall'adozione dell'insegna personale di Ubertino I da Carrara sopra le porte del castello, segno tangibile del suo status crescente. Sotto il dominio veneziano, il castello perse gradualmente la sua rilevanza militare diretta, ma rimase un punto di osservazione e controllo cruciale nel territorio circostante. Durante la guerra della lega di Cambrai (1509-1518), il castello fu temporaneamente occupato da una guarnigione francese, evidenziando ancora una volta la sua importanza strategica nel contesto delle continue dispute tra le potenze regionali. Attraverso i secoli, il Castello di Valbona passò di mano in mano tra varie famiglie nobiliari, contribuendo alla storia politica e territoriale della regione. Ancora oggi, la sua architettura quasi intatta del XIII secolo testimonia dei suoi antichi fasti e delle turbolente vicende che caratterizzarono la sua storia.
Il Castello di Valbona rappresenta un'importante testimonianza del passato medievale della regione e delle dinamiche politiche e territoriali che hanno caratterizzato il nord Italia nel corso dei secoli.

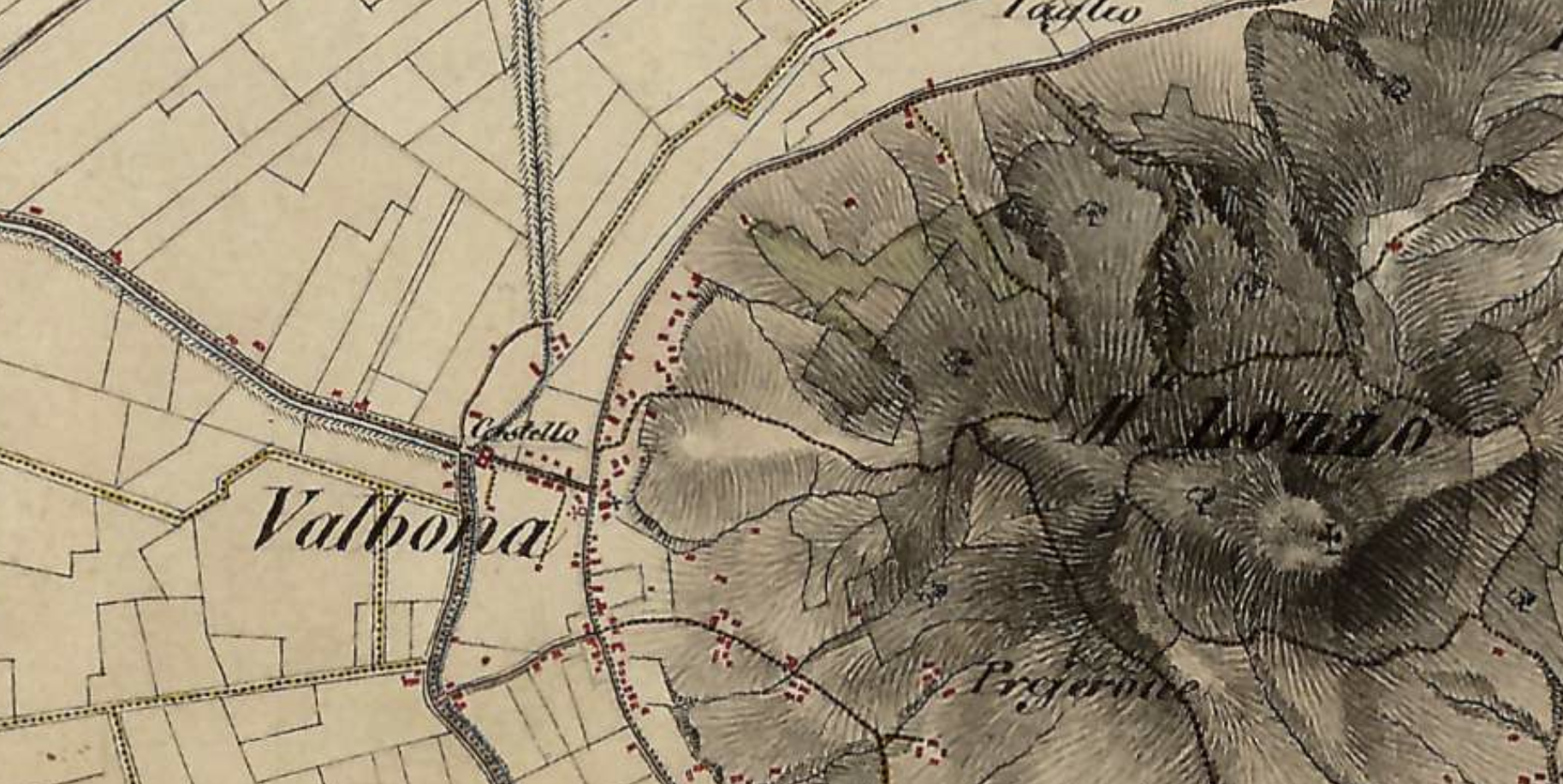
Mappa militare Valbona

## Descrizione
Ha pianta rettangolare da 40x25 metri; dispone di sei torri di cui quattro (ai lati sud e nord) esagonali, e due (nel mezzo dei lati di oriente e di occidente) quadrate; tutte queste torri minori sono alte circa metri 16,30; proprio nel mezzo del castello sorge la torre maestra che raggiunge 22 metri. Le mura sono alte 11 metri e ne misurano 1 di spessore alla base, restringendosi alla fine a 0,50 metri. Sotto il castello vi sono quelle che un tempo erano le segrete; nel tempo hanno perso la loro funzione e sono in parte state riempite con terra di riporto (un tempo erano molto più profonde). Le porte sono due, alte 4 metri, una a oriente l'altra a occidente; la seconda, oltre ad avere l'insegna in pietra bianca di Ubertino I, ha anche lo stemma dei Carraresi. Le porte avevano sicuramente il ponte levatoio in quanto un profondo vallo pieno d’acqua circondava interamente la struttura, ma è ormai accertato che non ci sia stato mai canale attorno a tutto il castello, desumendo dalla collocazione delle caditoie per pesce ed olio. Il vallo è andato poi interrato e nei lavori sono state trovate moltissime palle in pietra d'Istria, verosimilmente scagliate contro le mura soprattutto nei secoli XIII e XIV. Il castello ha all’interno un cortile dove sono esposti i resti della decorazione di un antico camino e mantiene, pur in uno stato di buona conservazione, tutto l'aspetto austero e militare che indubbiamente ha avuto in passato.
La forma esagonale delle torri agli angoli è poco comune poiché costosa, ma rinforza notevolmente la struttura, riduce l'impatto dei colpi e permette la difesa da più direzioni.

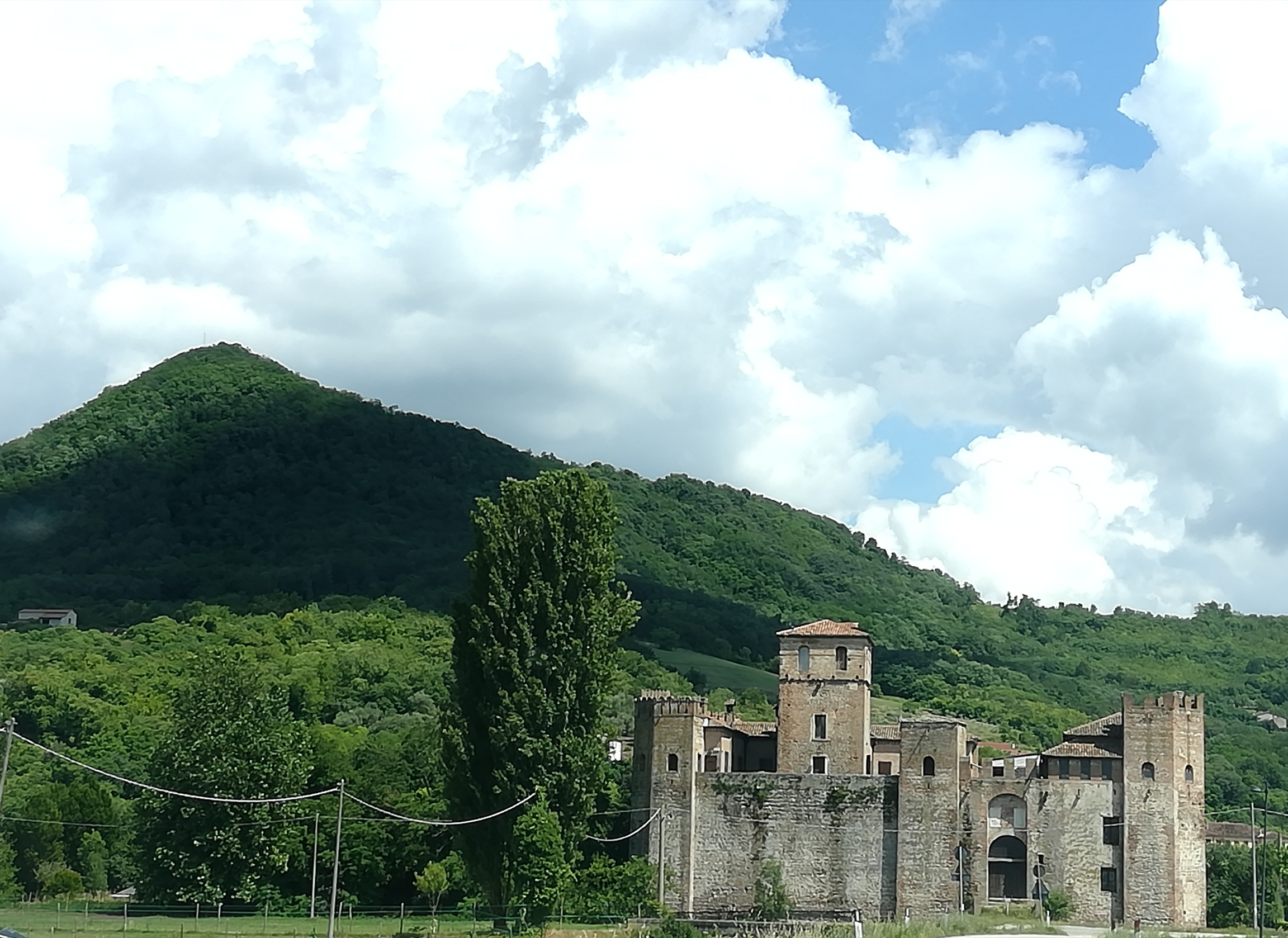
Panorama del monte di Lozzo Atestino

Ogni finestra presenta anelli di ferro che servivano da cardini per porte di legno, consentendo aperture rapide per lo scocco di frecce e proiettili. Le grondaie sopra le porte principali erano angolate per versare olio bollente sugli assalitori, mentre le palle di pietra nel parco venivano utilizzate per difesa: quelle piccole venivano lanciate con catapulte, mentre quelle grandi venivano fatte rotolare su un binario per sfondare il portone.

### Vecchia dogana
Attraversando il portone, si entra in un corridoio con due grandi portoni e due porte pedonali laterali. Due aperture portano alla salla delle armi e alla corte interna. Questo corridoio era l'unica via attraverso il territorio paludoso fino alle bonifiche del 1920, permettendo il controllo e la tassazione dei viandanti.

### Sala delle armi

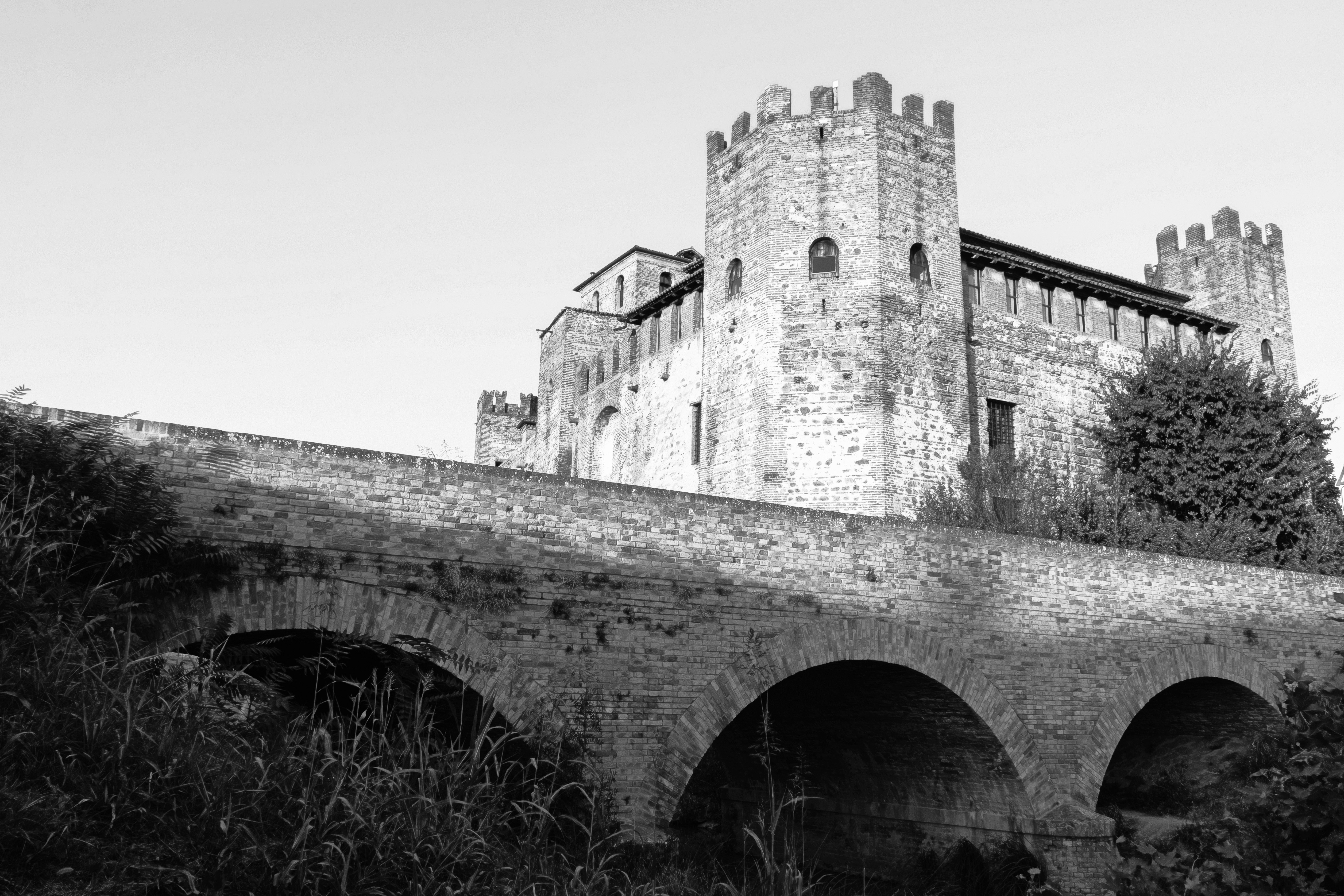
Vista laterale del castello

La sala delle armi era il luogo di stazionamento delle truppe, dove erano custodite le armi e la ferratura, cioè il quartiere militare. È stato possibile accedere rapidamente alla dogana per intervenire in caso di necessità. È un ambiente ampio e protetto dalle mura e dalle torri che vi fanno rinforzo, e presentava, sulla destra, vicino dell'inizio della scalinata, una piccola abside “a capanna”, che potrebbe essere stata sede di una figura votiva.

### Corte interna
Quattro metri sopra il canale, il maniero presenta una corte con un pozzo, l'unico approvvigionamento di acqua potabile. Le arcate sul lato ovest ospitavano gli animali, mentre fieno e biada erano conservati sotto una tettoia vicino al pozzo.

### Antiche prigioni
Nella base della torre nord-ovest del maniero si trovano le antiche prigioni, ricostruite recentemente ma verosimili. Documenti storici menzionano gli incarcerati, i loro crimini e le condanne capitali eseguite sul posto, con esecuzioni per decapitazione fino al 1405, quando Venezia assunse la giurisdizione sui camini gravi.